# Bucculatrix santolinella
Bucculatrix santolinella är en fjärilsart som beskrevs av Walsingham 1898. Bucculatrix santolinella ingår i släktet Bucculatrix och familjen kronmalar. Inga underarter finns listade i Catalogue of Life.